# Theater Koblenz

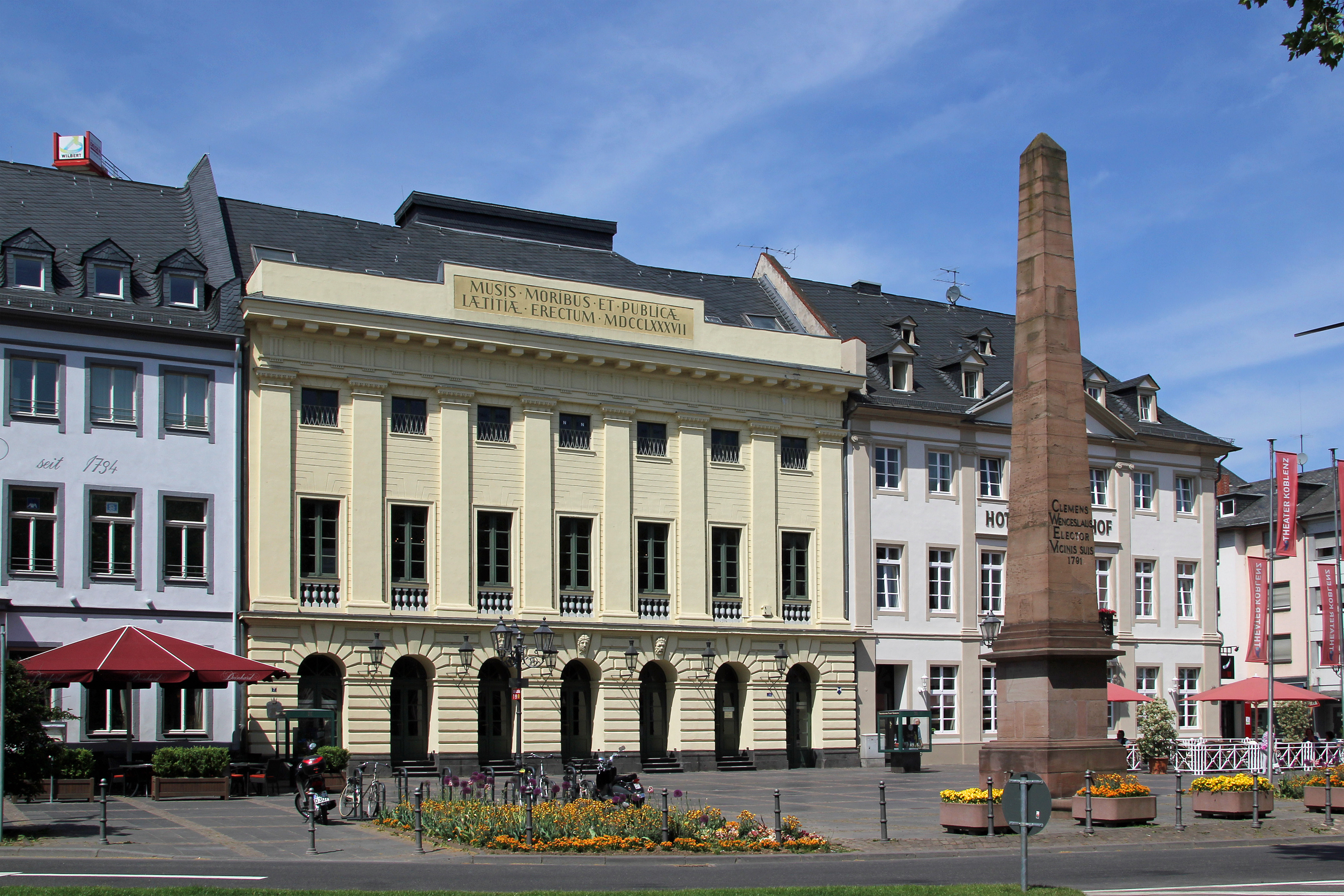
Theater von Koblenz mit dem Obelisken auf dem Deinhardplatz

Das Theater Koblenz ist ein Mehrspartentheater in Koblenz mit eigenen Ensembles für Schauspiel, Musiktheater, Puppenspiel und Ballett. Es hat etwa 190 fest angestellte Mitarbeiter aus 22 Nationen und bietet in einem Theatergebäude aus dem 18. Jahrhundert unweit des Kurfürstlichen Schlosses 500 Sitzplätze. Intendant ist bis Ende der Spielzeit 2024/2025 Markus Dietze. Chefdirigent ist bis Ende der Spielzeit 2024/2025 Marcus Merkel. Spielorte sind neben dem Theater am Deinhardplatz die Probebühnen 2 und 4 sowie die Festung Ehrenbreitstein für die Sommervorstellungen. Außerdem wirkte das Theater einige Jahre bei den Koblenzer Festungsspielen mit. In der Spielzeit 2009/2010 wurde es von „Theater der Stadt Koblenz“ umbenannt und erhielt den heutigen Namen.
Seit 1970 steht auf dem Deinhardplatz vor dem Theater der Clemensbrunnen.

## Geschichte

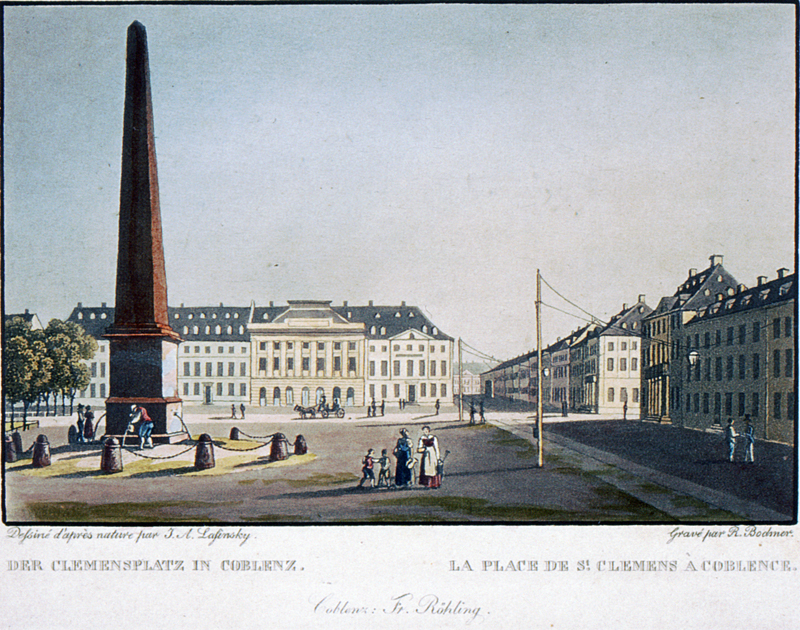
Im Hintergrund das Theater um 1830, davor der Clemensbrunnen an seinem ursprünglichen Standort auf dem Clemensplatz

Das Theater Koblenz wurde 1787 im Auftrag des Trierer Kurfürsten und Erzbischofs Clemens Wenzeslaus von Sachsen in siebenmonatiger Bauzeit durch den Architekten Peter Joseph Krahe in dem damals neuen Stadtteil Neustadt errichtet. Die Bauleitung lag bei Johann Andreas Gärtner. Vorbilder waren die im 17. Jahrhundert verbreiteten italienischen Logentheater, vor allem aber die moderneren französischen Rangtheater. Am 23. November 1787 wurde das als Vielzweckgebäude konzipierte Theater mit einer Aufführung von Mozarts Die Entführung aus dem Serail unter der Leitung von Johann Heinrich Böhm als Kurfürstliches Komödien- und Ballhaus eröffnet.
Nach Ende der kurfürstlichen und französischen Zeit ging es in Privatbesitz über, wobei die Eigentümer mehrfach wechselten und wenig für die Instandhaltung des Gebäudes oder ein anspruchsvolles Programm taten. Am 16. Dezember 1851 trat im Theater die Koblenzer Opernsängerin Henriette Sontag auf. Es war der erste und einzige Auftritt in ihrer Heimatstadt. Im Jahr 1867 wurde das Theater auf Betreiben von Oberbürgermeister Karl Heinrich Lottner von der Stadt Koblenz ersteigert. Diese ließ das heruntergewirtschaftete Gebäude von Stadtbaumeister Hermann Nebel 1869 renovieren, wobei das Innere im Stil des Historismus umgebaut wurde. 1937 und 1952 erfolgten weitere Umbauten, die das Aussehen des Gebäudes weiter modernisierten und es den geltenden Sicherheitsvorschriften anpassten.

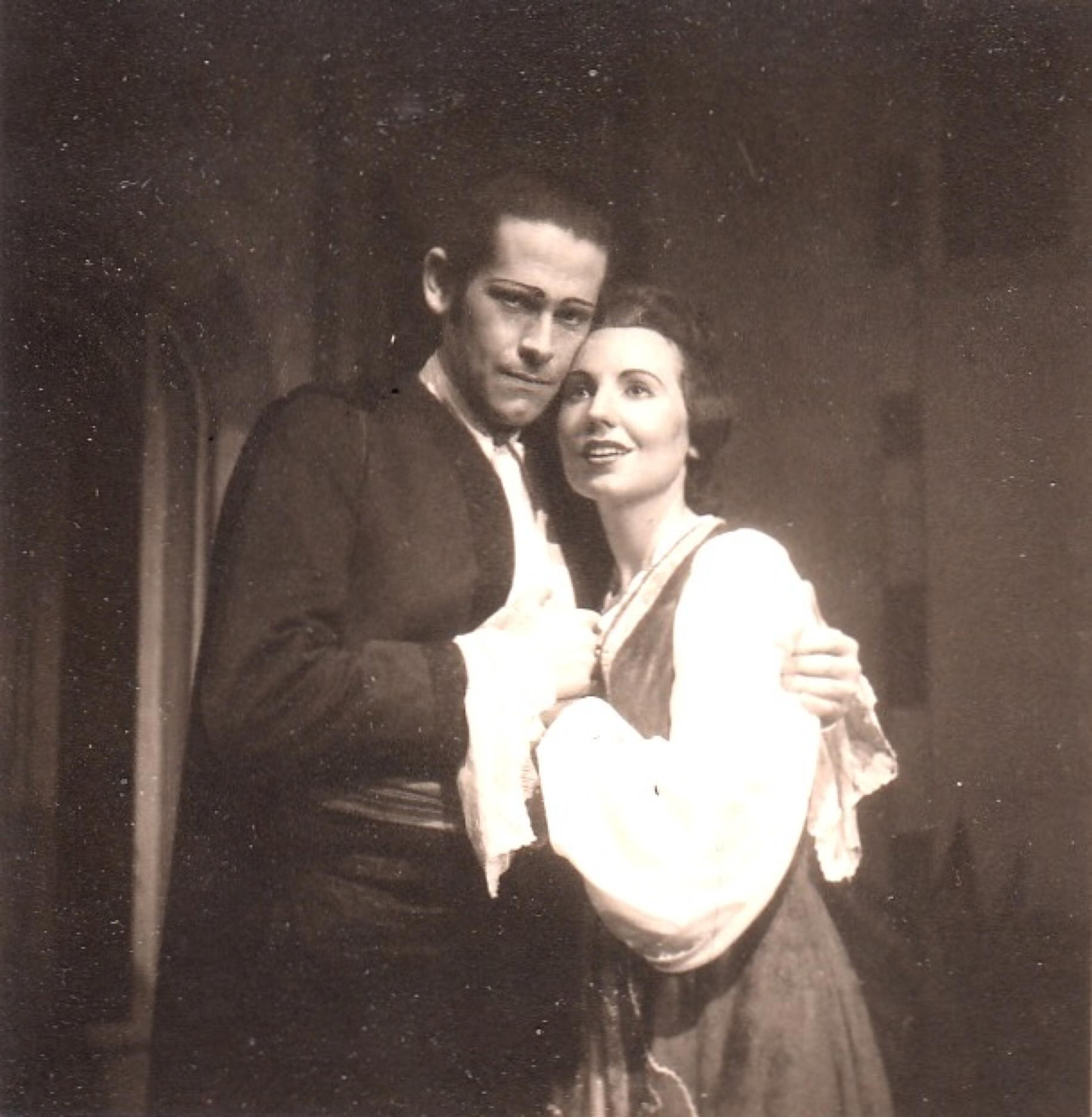
Die Entführung aus dem Serail von Wolfgang Amadeus Mozart, Herbert Hess (Tenor), Stadttheater Koblenz, 1946

Im Zweiten Weltkrieg wurde das Theater im August 1944 geschlossen, konnte aber, da es bei den Luftangriffen auf Koblenz als eines der wenigen Gebäude der Innenstadt weitgehend unversehrt geblieben war, am 1. Juni 1946 wieder eröffnet werden. Angeblich hatten zwei Hausmeister die Feuerwehr nach einem Luftangriff im November 1944 mit einem erfundenen Befehl des Gauleiters vom Regierungsgebäude zum Theater umgeleitet und so die Zerstörung durch Feuer verhindert.
Da das Gebäude einen der wenigen nicht kriegszerstörten und ausreichend großen Räume bot, fand am 22. November 1946 darin die konstituierende Sitzung der Beratenden Landesversammlung statt, welche über die Verfassung des neu gegründeten Landes Rheinland-Pfalz beriet.
Da das Theater erhebliche Altersschäden aufwies, nicht mehr den einschlägigen Sicherheitsvorschriften entsprach und die Bühnentechnik völlig veraltet war, wurde es 1984 bis 1985 umfassend mit dem Ziel restauriert, dem Originalzustand von 1787 möglichst nahezukommen. Dabei stellte man die alten Abmessungen des Foyers wieder her und rekonstruierte die ursprüngliche Ausmalung im Zuschauerraum, auch die Fassade erhielt ihre originale Farbfassung zurück.
Seit dem Jahr 2009 organisiert das Theater Koblenz in Kooperation mit dem Kulturbüro Rheinland-Pfalz und dem Kultursommer Rheinland-Pfalz das Jugendtheaterfestival impuls!v. Im Jahr 2000 stiftete das Theater gemeinsam mit dem Institut für Germanistik der Universität Koblenz und dem Freundeskreis der Universität den Koblenzer Literaturpreis.

## Bau
Das Theater Koblenz ist der einzige erhaltene klassizistische Theaterbau am Mittelrhein und das früheste erhaltene Beispiel eines Rangtheaters in Deutschland (im Gegensatz zum früheren Logentheater). Das Äußere des Theaters ist durch eine klassizistische Fassade mit Pilastern geprägt. Das rustizierte Erdgeschoss ist mit rundbogigen Eingängen versehen. Das darüber befindliche Haupt- und Mezzaningeschoss ist durch kolossale Pilaster verbunden. Diese werden durch einen Architrav mit Triglyphenfries und einem vorspringenden Kranzgesims abgeschlossen. Hier aufgesetzt ist eine Attika mit erhöhtem Mittelteil, die die lateinische Inschrift „Musis Moribus Et Publicae Laetitiae Erectum MDCCLXXXVII“ (Den Musen, der Sittlichkeit und zur Freude der Öffentlichkeit errichtet 1787) trägt. Das Satteldach ist flach und stark zurückgenommen. Die heutige, einfarbige Fassung in Gelb entspricht wahrscheinlich dem ursprünglichen Zustand.
Im Inneren befindet sich eine flach gedeckte Vorhalle. Die Hauptzugänge zum Spielsaal liegen hinter einer dorischen Säulenstellung. Der in Blau, Grau und Weiß gehaltene zentrale Zuschauerraum ist von einer dreigeschossigen, frei schwebenden Ranganordnung umringt, die den Saal hufeisenförmig umschließt. Dieser ist auf die ehemals kurfürstliche Loge ausgerichtet und mit Illusionsmalerei, die auf Elmar Albrecht 1984/1985 zurückgeht, verziert. Diese Ausmalung wurde bei der Restaurierung nach den erhaltenen Originalplänen des Architekten geschaffen, geringe erhaltene Reste ließen erkennen, dass sie vermutlich auch in dieser Form ausgeführt worden war.  Die Bühne ist flankiert von Logen und einem kannelierten Doppelsäulenpaar. Über der Bühne befindet sich ein architravartiger Abschluss mit der lateinischen Inschrift „Ridendo Corrigo Mores“ (Durch Lachen verbessere ich die Sitten). Die flache Saaldecke täuscht durch illusionistische Malerei und perspektivisch verzerrte Kassetten eine Kuppel vor. Für diese Bemalung gab es keine erhaltenen Befunde, da die Decke einmal neu verputzt worden war, auch zeigen die Pläne des Architekten die Decke nicht; bei der Restaurierung in den 1980er Jahren wurde sie daher in Anlehnung an andere klassizistische Bauten neu geschaffen. In der Mitte ist ein Kronleuchter angebracht, der den perspektivischen Effekt noch verstärkt.

## Denkmalschutz
Das Theater Koblenz ist ein geschütztes Kulturdenkmal nach dem Denkmalschutzgesetz (DSchG) und in der Denkmalliste des Landes Rheinland-Pfalz eingetragen. Es steht in Koblenz-Altstadt am Deinhardplatz 2.
Seit 2002 ist das Theater Koblenz Teil des UNESCO-Welterbes Oberes Mittelrheintal. Des Weiteren ist es ein geschütztes Kulturgut nach der Haager Konvention und mit dem blau-weißen Schutzzeichen gekennzeichnet.